# Орешене (Ловецька область)
Оре́шене (болг. Орешене) — село в Ловецькій області Болгарії. Входить до складу общини Ябланиця.

## Населення
За даними перепису населення 2011 року у селі проживала 321 особа.
Національний склад населення села:
| Національність   | Кількість осіб | Відсоток |
| ---------------- | -------------- | -------- |
| болгари          | 153            | 50,2%    |
| цигани           | 148            | 48,5%    |
| Всього відповіли | 305            |          |

Розподіл населення за віком у 2011 році:
Динаміка населення: